# Cinayet
Cinayet (El Asesinato, en español) es una serie de televisión turca. Se trata de una adaptación de la serie danesa, Forbrydelsen. Fue estrenada el 7 de enero de 2014, por Kanal D. La misma sigue la vida de dos detectives que intentan resolver un misterioso asesinato y los acontecimientos que los rodean. Debido a la baja audiencia la serie fue cancelada.

## Elenco y Personajes

### Personajes principales
- Zehra Kaya (Nurgül Yeşilçay)
- Yılmaz Seyhan (Engin Altan Düzyatan)
- Aslan Kocatepe (Uğur Polat)
- Umay Abalı (Şükran Ovalı)
- Tahir Borova (Ahmet Mumtaz Taylan)
- Meryem Borova (Goncagül Sunar)

### Personajes secundarios
- Kadir (Tansu Biçer)
- Nurettin (Murat Garipağaoglu)
- Gonca Borova (Alcia Kapudag)

## Episodios
| Temporada | Temporada | Episodios | Emisión original   | Emisión original     |
| Temporada | Temporada | Episodios | Inicio             | Fin                  |
| --------- | --------- | --------- | ------------------ | -------------------- |
|           | 1         | 5         | 7 de enero de 2014 | 9 de febrero de 2014 |

## Emisión internacional
| País                                  | Cadena  | Fecha de estreno   |
| ------------------------------------- | ------- | ------------------ |
| ˈ República Turca del Norte de Chipre | Kanal D | 7 de enero de 2014 |